# Mary Kelly (Konzeptkünstlerin)
Mary Kelly (* 7. Juni 1941 in Fort Dodge, IA) ist eine amerikanische Konzeptkünstlerin, die sich in ihrem Werk vorwiegend mit feministischen Themen auseinandersetzt.

## Leben
Kelly studierte Kunst und Musik am College of Saint Teresa, einem katholischen Frauencollege in Winona, MN, und schloss ihr Studium dort 1963 mit dem B.A. ab. Danach ging sie nach Europa und studierte Kunst und Kunstgeschichte am Institut Pius XII. in Florenz, wo sie 1965 den M.A. erhielt. 1970 erhielt sie nach weiteren Studien einen postgraduierten Abschluss in Malerei an der St. Martin’s School of Art in London.
Ab 1968 arbeitete Kelly in London als Künstlerin, Lehrerin, Kuratorin und Publizistin. Ihre erste Einzelausstellung fand 1976 im Institute of Contemporary Arts in London statt – Kelly zeigte drei der sechs Dokumente aus ihrem mehrjährigen Projekt Post-Partum Dokument. Die Arbeit visualisiert und analysiert die Mutter-Kind-Beziehung zwischen Kelly und ihrem Sohn, wobei Kelly Zeichnungen, Diagramme und Found Objects einsetzte. Die Arbeit erlangte zur damaligen Zeit auch außerhalb der Kunstwelt eine gewisse Bekanntheit, die aus der Publizität um den Einsatz von nicht als kunstwürdig angesehenen Materialien wie z. B. benutzten Windeln resultierte. Post-Partum Dokument wurde 1983 erstmals in Buchform veröffentlicht, und wurde 1984 erstmals vollständig im Yale Center for British Art ausgestellt. 1989 zog Kelly von London nach New York. Sie ist derzeit Professorin am Department of Art der UCLA.
Kelly beschäftigt sich in ihren Arbeiten hauptsächlich mit Themen wie kultureller Identität, insbesondere der Konstruktion von Weiblichkeit und Macht in der westlichen Welt. Sie setzt sich dabei kritisch mit den Werken von u. a. Sigmund Freud und Jacques Lacan auseinander.

## Ausstellungen

### Einzelausstellungen (Auswahl)
- 2004: Museo Universitario de Ciencias y Arte, Mexiko-Stadt
- 2001: The Ballad Of Kastriot Rexhepi, während der Installation wurde eine von Michael Nyman für den Anlass komponierte Musik uraufgeführt. Santa Monica Museum of Art.[2]
- 1998: Post-Partum Dokument – Das komplette Werk (1973-79). Generali Foundation, Wien.[3]
- 1996: Konstmuseet Malmö.
- 1994: Helsinki City Art Museum.
- 1991: Power Plant, Toronto
- 1990: New Museum of Contemporary Art, New York
- 1990: Vancouver Art Gallery
- 1977: Museum of Modern Art, Oxford.
- 1976: The Institute of Contemporary Art, London.

### Teilnahme an Gruppenausstellungen (Auswahl)
- 2007: documenta 12, Kassel.
- 2007: WACK! Art and the Feminist Revolution. Museum of Contemporary Art, Los Angeles.
- 2005: Occupying Space. Haus der Kunst, München.
- 2004: Whitney Biennial. Whitney Museum of American Art, New York.
- 2002: Self Evident. Tate Britain, London.
- 2000: Nude/Body/Action. Tate Modern, London.
- 1999: The American Century 1950-2000. Whitney Museum of American Art, New York.
- 1996: NowHere. Louisiana Museum of Modern Art, Dänemark.
- 1995: Auf den Leib Geschrieben. Kunsthalle, Wien.
- 1991: Whitney Biennial. Whitney Museum of American Art, New York.
- 1979: Un Certain Art Anglais. Musee d’Art Moderne de la Ville de Paris.
- 1979: Feministische Kunst Internationaal. Haags Gemeentemuseum, Den Haag.
- 1978: Hayward Annual, London.

## Werke
- Post-Partum Document. University of California Press, 1999.
- Mary Kelly: Re-reading Post-Partum Document, Generali Foundation, Wien 1999.
- Imaging Desire. The MIT Press, Cambridge 1997.